# Лабеати
Лабеати (лат. Labeates) су били илирско племе које је живјело у унутрашњости данашње Црне Горе, сјеверисточно од језера старовјековног назива Lacus Labeatis (данас Скадарско језеро). Најбоље утврђени град овог племена био је Скадар, на обали језера. Град помиње Ливије у Трећем илирском рату (168. године прије нове ере). Исти римски писац као други град Лабеата помиње Медун (Meteon Labeatidis terreae) недалеко од Подгорице. Ово племе је постојало и у времену послије римског освајања, обзиром да је наведено у попису имена племена Неронскога конвента.